# Instituto Nacional Mejía

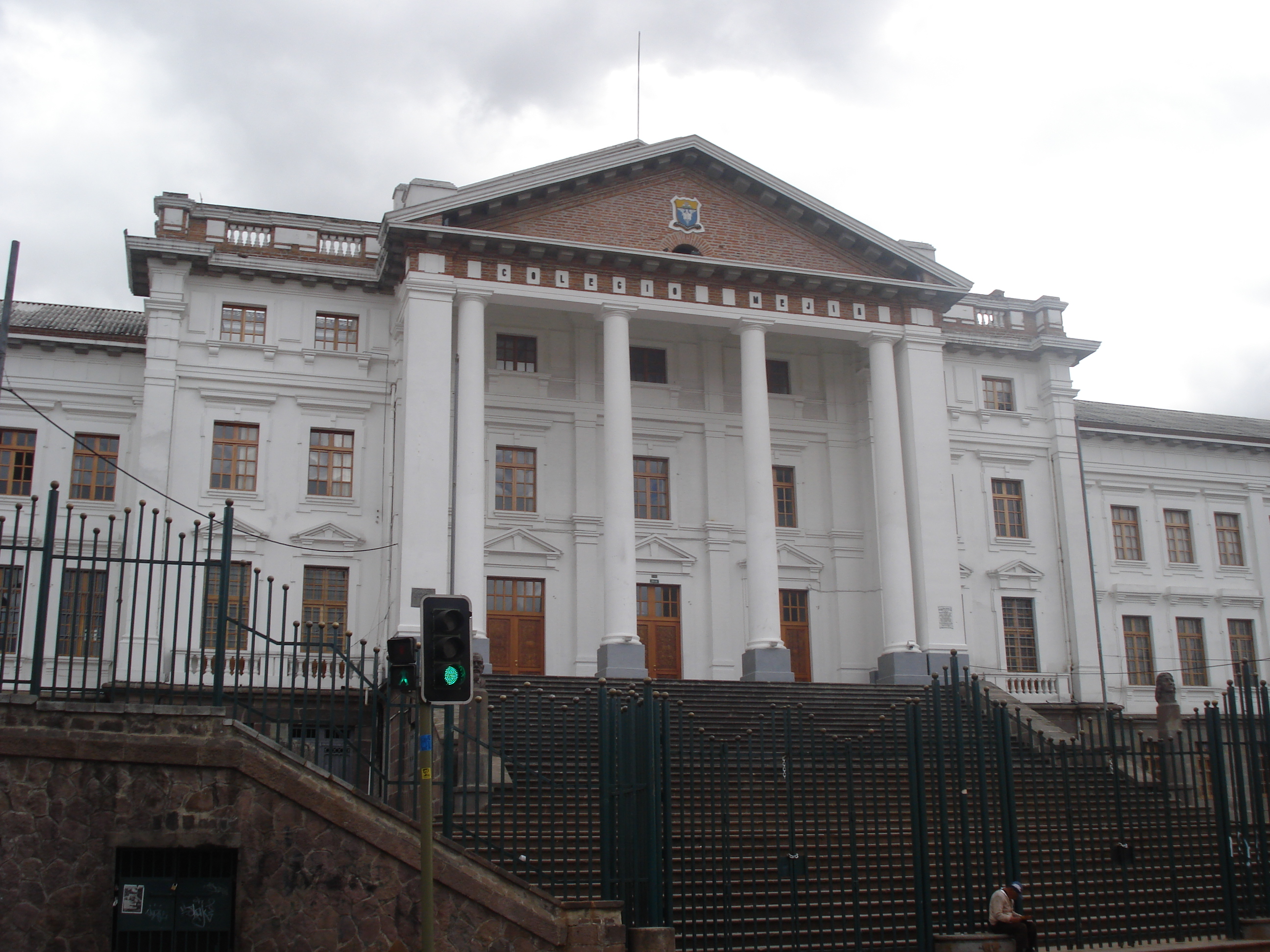
Fachada del Edificio Central en la actualidad.

El Instituto Nacional Mejía es un colegio público de Quito, Ecuador. Fue fundado el 1 de junio de 1897.

## Lema
El lema del Instituto Nacional Mejía es la locución latina Per aspera ad astra traducida literalmente como Por el sendero áspero, a las estrellas.

## Historia
El 1 de junio de 1897, por medio de un decreto de la Asamblea Nacional, se fundó el Instituto Nacional Mejía, primera institución laica del Ecuador. El Plantel fue fundado originalmente como un normal, pues fue intención del gobierno liberal la formación de maestros laicos para fomentar la sustitución de la educación confesional, que era la única opción educacional secundaria hasta los finales del siglo XIX.
En aquella época, la educación religiosa marcaba el ritmo académico del país y como consecuencia de la revolución liberal el Ecuador adoptó una nueva constitución que convirtió al país en un estado laico, la institución abría paso a independizar la educación de las escuelas confesionales.
Debía comprender los ciclos de primaria, secundaria y normal para la preparación del nuevo magisterio, esté último no se implementó sino que se creó otros institutos normales para el efecto y del ciclo primario tampoco se tiene constancia de que se haya implementado. De esta forma, el llamado Colegio Mejía fue siempre un centro de educación media, en sus inicios oficialmente mixto, pero luego se volvió exclusivamente masculino, característica que se mantuvo hasta el año 2011.
El centro educativo fue bautizado en honor a José Mejía Lequerica y en sus inicios funcionó en el antiguo edificio escolar de los Hermanos Cristianos, conocido como "El Beaterio", en la calle Benalcázar y Mejía, frente a la actual Plaza de Benalcázar. En ese local, una casa de origen colonial de tres patios y un jardín, el "Patrón" Mejía funcionó durante sus primeros 40 años.
El Colegio Mejía ha impartido los conocimientos en dos secciones diurna y nocturna, para los estudiantes de la capital y e país, la sección diurna ha sido permanente desde sus inicios hasta la actualidad, y la sección nocturna estuvo desde el año 1940 hasta el 2019.

## Infraestructura
En 1920, el rector Manuel María Sánchez hizo gestiones en el Congreso Nacional, que creó un impuesto especial para la provincia del Pichincha, con el objetivo de financiar la construcción de un nuevo edificio, pues los primeros 500 alumnos del plantel tenían poco espacio en la casa colonial de El Beaterio. 
Por recomendación del profesor Emilio Alzuro Espinosa, arquitecto de profesión, se buscó un terreno de por lo menos 20 mil metros cuadrados para la nueva edificación. Se buscó dos terrenos en la periferia norte de la ciudad, el uno cerca del Parque El Ejido, y el otro, en la intersección de las calles Vargas y Ante. Finalmente, el Mejía se decidió por la compra del terreno en la calle Vargas, que fue adquirido a la Sociedad de Beneficencia Olmedo, por la cantidad de 100 mil sucres.
Adquirido el terreno, los profesores buscaron un arquitecto para que levantara el nuevo edificio. Según relata Hugo Alemán, en su libro "Tránsito de generaciones" publicado en 1947 como un homenaje a los primeros 50 años del Instituto, los profesores buscaron en 1920 que una sociedad constructora, con sede en Italia, preparara los planos. Sin embargo, se decidió aprobar el proyecto de un catedrático alemán, quien habían llegado al país con la Misión Pedagógica Alemana, llamado Guillermo Spar.
El proyecto, que es un gran edificio neoclásico de 120 metros de frente por 70 de ancho, con tres pabellones y abierto hacia un patio posterior, dio inicio en mayo de 1923. Spar se separó de los trabajos casi al principio, y el Mejía contrató al arquitecto Pedro Aulestia, quien siguió los planos del alemán hasta la terminación del Edificio Central, en 1937. Hasta los años 50, el Edificio estuvo sin enlucir, mostrando sus paredes de ladrillo. Aulestia, considerado un arquitecto pionero del eclecticismo de gusto italiano en el Ecuador, construyó también el edificio del Colegio 24 de Mayo, ubicado cerca de la Alameda http://aulestia.org/styled-9/. 

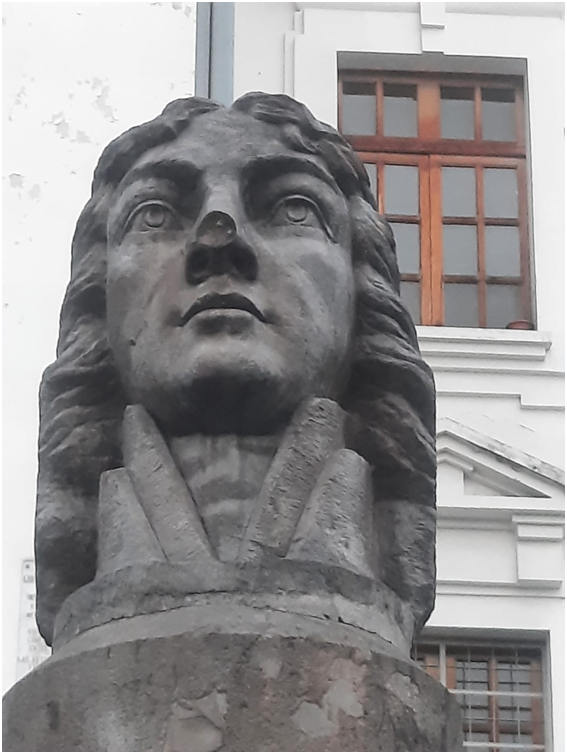
José Mejía Lequerica - Busto en piedra

El Edificio presenta una gran escalinata de acceso, y es de estilo neoclásico, con un cuerpo central con cuatro grandes columnas dóricas, que sostienen un frontón. El zócalo es de piedra andesita, y el edificio tiene tres pisos, dispuesto con la fachada principal mirando hacia el oriente. Al norte y al sur hay dos pabellones, rematados también por frontones. La fachada principal está enlucida, mientras que la posterior y las laterales están sin enlucir, mostrando el ladrillo de su fábrica.

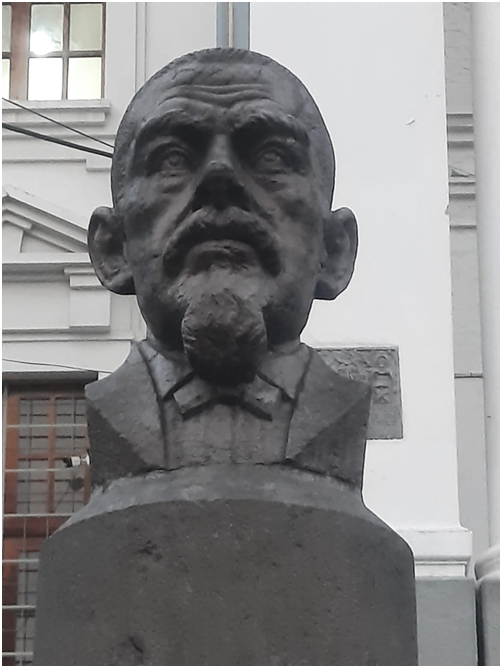
Eloy Alfaro Delgado - Busto en piedra

La escalinata principal está custodiada por los bustos en piedra de dos figuras trascendentales: el General Eloy Alfaro, visionario fundador, obra de Manuel Salvador Ayabaca Lupercio y sus hijos Manuel Salvador Ayabaca Madrid  y Luis Vicente Ayabaca Madrid; y José Mejía Lequerica, destacado científico cuyo legado perdura en el nombre del lugar, obra de Manuel Salvador Ayabaca Madrid.
La gran escalinata conduce a un pequeño vestíbulo en el cuerpo central, que da acceso al piso noble en donde se encuentran las oficinas administrativas, al norte y al sur hay dos corredores en cada nivel que permiten el acceso a las aulas. En la parte más alta del cuerpo central se encuentra un gran salón que albergó la biblioteca en los primeros años del edificio, mientras que en el último piso del ala sur se encuentra el Salón de Actos. 
El Edificio Central es uno de lo principales exponentes de arquitectura neoclásica en la ciudad de Quito, tanto por sus dimensiones, cuanto por sus detalles y factura.
El complejo arquitectónico del Mejía, que ocupa dos manzanas sobre la calle Vargas, tiene una superficie de 54.767 metros cuadrados, y fue valorado en 1935 en 612.315 sucres de la época.

### El Edificio Sur y el Internado
En 1935, el mencionado Plantel a recibió del Estado el terreno ubicado entre las calles Vargas, Matovelle, Venezuela y Ante, en donde antiguamente funcionaba la Escuela Modelo y el Reformatorio de Menores, pero en 1937, el Ministerio de Defensa logró que en ese lugar se construya un cuartel con todos sus servicios. La entrega del terreno para construir el cuartel tenía la condición de que el edificio sería devuelto al Mejía cuando se terminara de construir un cuartel en el sector de El Pintado, al sur de Quito. En el cuartel construido en el sitio, funcionó la Escuela de Artillería. Se trata de un edificio de dos plantas, con un patio central, en cuya fachada se aprecian almenas y torreones como de un castillo. 
En diciembre de 1944, mediante decreto ejecutivo, el presidente José María Velasco Ibarra dispuso que el edificio sea devuelto al Mejía hasta julio de 1945, para que en ese lugar se instale un internado. La disposición presidencial tomó 26 años en cumplirse, pues el Ejército instaló ahí la Escuela de Telecomunicaciones y a fines de los años 60 adosó al antiguo edificio original una estructura de hormigón que contiene un teatro y salón de actos. Al final el Edificio Sur fue destinado a aulas a principios de los 70, que es en lo que se usa hasta la actualidad.
En los años 50 del siglo XX, se construyó un edificio moderno, de estilo internacional, completando el conjunto hacia el occidente, sobre la calle Venezuela, conocido como "El Internado", por haber sido levantado con la intención de que el centro educativo albergara internos. No obstante, esto tampoco prosperó y los proyectados dormitorios fueron convertidos en aulas y laboratorios.

### Museos y obras de arte
El Instituto Nacional Mejía cuenta con un museo de ciencias naturales y otro etnográfico. El primero tiene una colección de 2. 846 especímenes, que incluyen: 172 reptiles, 14 anfibios, 122 peces, 2.246 aves y 293 mamíferos[cita requerida]. En el segundo, se muestran dioramas que representan las diversas culturas originarias de las tres regiones geográficas del país. La colección fue abierta al público en septiembre de 1950 con el nombre de Instituto Ecuatoriano de Antropología y Geografía[cita requerida]. En el año de 1974 El Instituto Ecuatoriano de Antropología y Geografía, dona al Instituto Nacional Mejía 22 conjuntos esculturales representativos de los diversos grupos étnicos del país. Actualmente el museo expone 57 esculturas, talladas en madera, en tamaño natural.
Además de las piezas que se encuentran en los museos, el Instituto Nacional Mejía conserva algunas obras de arte, como los retratos de principios del siglo XX del presidente Eloy Alfaro y del tribuno quiteño José Mejía Lequerica, prócer de la independencia. También se conservan varios retratos al óleo de los primeros rectores de la institución, como Manuel María Sánchez y Alejandro Cárdenas, quienes fueron también ministro de Educación y presidente de la Corte Suprema de Justicia, respectivamente. En otros despachos, se pueden apreciar retratos del Libertador Simón Bolívar atravesando los Andes, entre otros.

### La biblioteca
En esta colección se halla, entre otros textos, el manuscrito original del médico quiteño Eugenio Espejo que trata sobre la viruela. Además, también guarda algunas ediciones europeas del periodo colonial y otras del periodo republicano. Muchos de los libros de esta biblioteca provienen de las colecciones incautadas a la orden de la  jesuita cuando esta fue expulsada de los territorios de la corona española.
Según relata Hugo Alemán en su libro "Tránsito de Generaciones", el 19 de mayo de 1902, el Ministerio de Educación recibió un informe del inspector Romualdo Bernal, sobre la situación del Instituto Nacional Mejía, que entonces funcionaba en la casa de El Beaterio. En el informe de Bernal, delegado del ministro de Educación, se precisa que la Biblioteca del Colegio Mejía contaba con 2998 volúmenes, de los que 1397 provienen del antiguo Colegio de los Jesuitas, y pasaron al Estado en 1767, con la expulsión de esa orden del Imperio español. A eso había que sumar 665 volúmenes entregados por el Gobierno de presidente Leonidas Plaza Gutiérrez, 50 traídos de Chile por Alejandro Melo y 80 comprados por el rector Manuel Benigno Cueva, exvicepresidente de la República. 
Este fue el germen de la biblioteca, que a partir de 1937 y hasta 1987 funcionó en el ático del Edificio Central. En 1987, tras el terremoto que afectó Quito, se la colocó en la planta baja, en el ala sur, donde funciona hasta la actualidad.

### Infraestructura deportiva
En el lote original del Mejía, a partir de 1923, se construyó un estadio con capacidad para cinco mil personas y una pista atlética, donde se agregó una piscina olímpica en los años sesenta, un coliseo de para básquet y voleibol en los años ochenta y una cancha de tenis. Además de estas instalaciones deportivas, hay varias canchas en los patios interiores. La piscina está abierta al público del sector.

## Egresados
Varios de los egresados del "Patrón" Mejía han destacado como escritores, políticos, héroes, deportistas, educadores, científicos y periodistas en el Ecuador. Algunos de ellos son: el poeta Jorge Carrera Andrade (1921), el escritor, autor de la novela "Huasipungo", Jorge Icaza (1923), el escritor Jorge Enrique Adoum (1943), el expresidente de la República (1948-1952) Galo Plaza Lasso (1925), el teniente del Ejército Hugo Ortiz, defensor de la patria muerto en la Guerra del 41, el capitán del Ejército Giovanni Calles héroe de la Guerra del Cenepa, el general de la Fuerza Aérea Frank Vargas Pazzos (1955), el acuarelista Oswaldo Muñoz Mariño (1941), los campeones sudamericanos de 1969 Clegio Jácome y Jorge Vallecilla, el científico Douglas Moya, el filósofo Bolívar Echeverría.
También destaca Rosa Cabeza de Vaca como la primera mujer ecuatoriana que se graduó como bachiller, en el año de 1903.
Cabe mencionar los atletas del período 1959 - 1962; Raúl Chevazco, Marcelo Karolys y otros que guiados por el inolvidable (Pupo) Genaro Fierro se formaron campeones de atletismo en 100, 200, 400, 800 y 1500 metros. Marcelo Karolys fue campeón de 800 metros en las olimpiadas militares de mayo de 1965.